# Friedrich von Pfannenberg
Friedrich Anton von Pfannenberg (* 7. Juni 1787 in Dessau; † 27. Juni 1841 in Storkwitz) war ein deutscher Verwaltungsjurist und preußischer Landrat.

## Leben

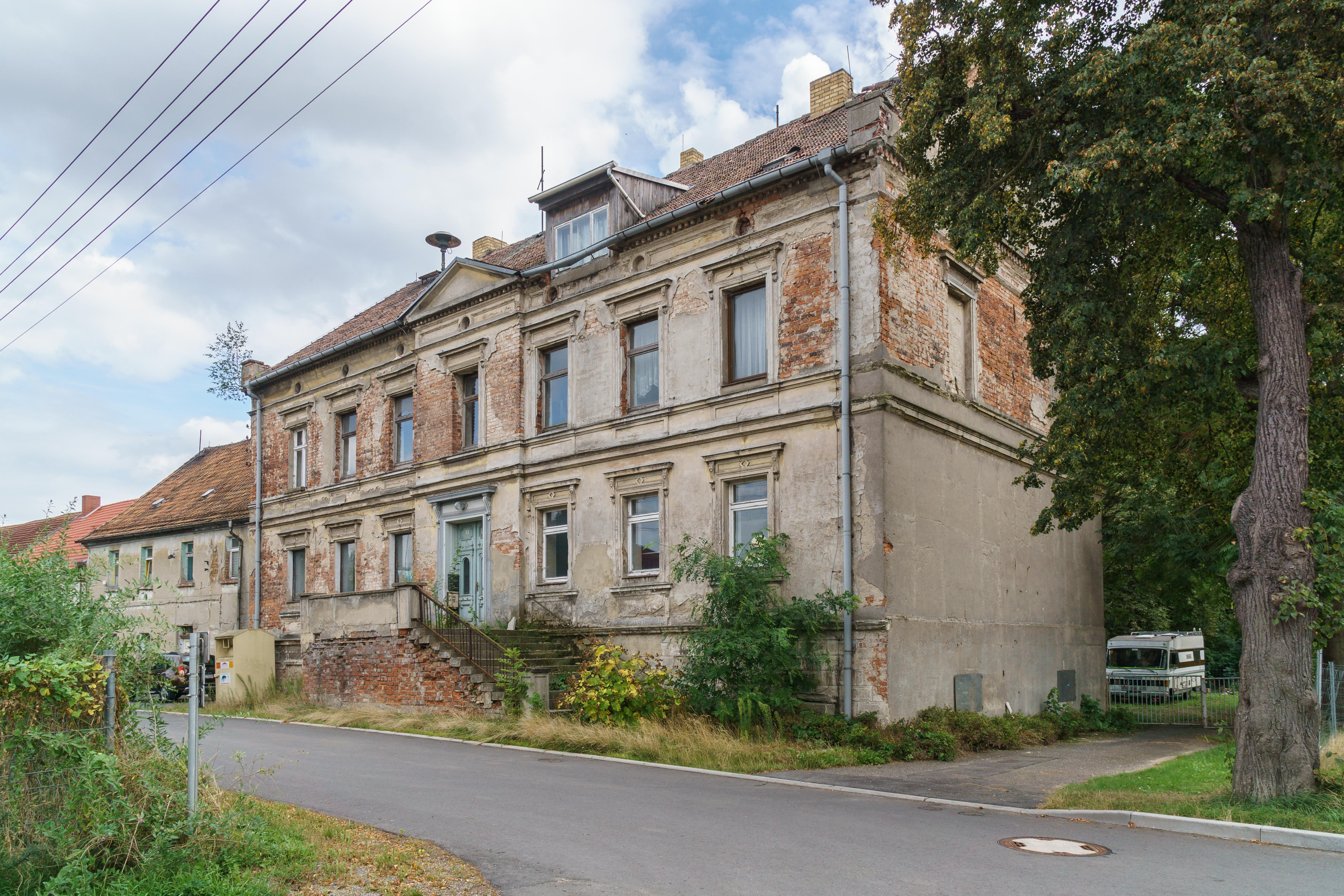
Ehemaliges Herrenhaus Storkwitz

Er entstammte einer anhaltischen Familie und war der Sohn des Johann Gottfried Pfannenberg. Er studierte von 1807 bis 1810 Rechtswissenschaft an der Universität Leipzig und wurde am 27. März 1810 promoviert. Ab 1812 war er als erster Reformierter Senator (Ratsherr) des Leipziger Rats. 1814 wurde er kaiserlich österreichischer Intendantur-Rat und ab 25. Januar 1815 Amtshauptmann des Stifts zu Merseburg.
Am 1. Oktober 1816 wurde er zunächst kommissarischer Landrat des neu gebildeten Landkreises Delitzsch im Regierungsbezirk Merseburg der preußischen Provinz Sachsen. Am 10. Mai 1817 übernahm er dieses Amt endgültig und übte es bis zu seinem Tod (1841) aus.
Am 7. September 1820 kaufte Pfannenberg für 38.200 Taler das Rittergut Storkwitz bei Delitzsch. Er wurde am 27. Februar 1826 in Berlin offiziell in den preußischen Adelsstand erhoben. Er nannte sich aber bereits früher von. 1833 erhielt er die Ehrenbürgerschaft der Stadt Eilenburg.
Pfannenberg hinterließ bei seinem Tod drei Söhne: Theodor, später Gutsherr auf Storkwitz, Arthur, damals Referendar und ab 1841 seines Vaters kommissarischer Nachfolger und ab 1853 offiziell Landrat, sowie Otto von Pfannenberg, damals Leutnant im 3. Husarenregiment und im Rang eines Rittmeisters im Jahr 1857 Gutsherr auf Storkwitz.

## Veröffentlichungen
- De perscrutatione domestica, Dissertation, Verlag Hirschfeld, Leipzig 1810
- Handbuch des königlich sächsischen Polizeirechts, 1. Teil, Leipzig 1812